# 福島アグネス
福島 アグネス（ふくしま アグネス、1983年4月19日 - ）は、東京都出身の元イメージガール。愛称は“アグ”。
趣味は湯めぐり、クルマ（愛車はハコスカ）、バイク、音楽鑑賞。

## 活動
- 2004年より鈴鹿サーキットクイーン26期として活躍するが2006年4月17日を以って引退し、自動車関連企業に就職した。
- 会社員の傍ら司会者・MCとして活動中。

## 関連人物
- 安達麗 - サーキットクイーン時代の同期。